# 視野
視野（英語：field of view，FoV）又称視場，是在任何给定时刻經由視覺或装置能看到的“可观察世界”的范围。在光学仪器或传感器的情况下，视场是检测器对电磁辐射敏感的立体角。此术语用于物理学、天文学、航天学、测绘学、生物学、医学等许多领域。

## 动物与医学
动物与人类眼科检查，均使用“视野”一词。
不同的動物有不同的視場，依據眼睛所在的位置來決定，以角度為單位來表示大小。人類的視場是面向前方的180°，有些鳥的視場有360°，視場在垂直方向也有不同的範圍。
視覺的能力在視場內也非完全一樣，在不同種類的動物間也有所不同。例如立體視覺與景深有密切的關係，人類的立體視覺只有140°，其餘在邊緣的40°就沒有立體視覺（因為在那些角度內的圖像沒有相互重疊的部分）而前面所提的鳥只有不到20°甚至10°的立體視覺。
各种颜色的视野大小也不同：绿色最小、红色较大、蓝色更大、白色最大；这主要由于感觉不同波长光线的视锥细胞比较集中于视网膜中心。
同樣的辨色力的好壞與對物體形狀和運動的認知也與視場有關。人類的辨色力以視場的中心區域最好，而鳥類卻是週邊較佳。這是因為能分辨顏色的視錐細胞在視網膜的視軸處密度較高，而辨識運動的視桿細胞的密度在周圍較高。因為視錐細胞要在明亮的光線下才具有活力，結果是人在夜晚時的視覺主要依靠週邊的視桿細胞，因此立體感就降低了。

## 天文學中的定義
在天文學上，使用“視場”一词，是指經由光學設備（如雙筒鏡或望遠鏡）觀察夜空時能直接觀察到的範圍，以角度為單位來表示大小；視場大小取決與光學設備的特性和放大能力。普通雙筒鏡視場（以8×50為例）標準值是8°左右（普通滿月的視直徑約半度）；高倍觀看的話，視場會變得較狹窄（如10×50只有5°）倍數較低的則可達到10°或更闊，視場大小在能更換目鏡之天文望遠鏡上尤為顯著。
另外經特別光學設計的目鏡以同樣倍數使用，視場亦會比普通目鏡較闊廣，當然價錢比普通目鏡貴一倍以上。